# Parc national du Vésuve
Le parc national du Vésuve, en italien parco nazionale del Vesuvio, est un parc national italien de 84,82 km2 créé en décembre 1991 pour protéger le Vésuve, volcan de Campanie situé près de Naples. 
Le parc est reconnu en tant que réserve mondiale de biosphère par l'Unesco depuis 1997.

## Écosystème
Il présente une riche valeur géologique mais aussi un écosystème qui s'est développé sur les riches terres entourant le volcan ; plus de 900 espèces sont ainsi recensées, dont plusieurs sont endémiques. 612 espèces appartiennent au monde végétal et 227 espèces (parmi celles étudiées) appartenant au monde animal. Parmi les mammifères, il y a des renards, des martres, des souris Quercini et autres petits rongeurs. Parmi les espèces actuellement éteintes figurent le chat sauvage européen et le blaireau. 
Dans le parc, il est possible de faire de la randonnée le long des nombreux sentiers, notamment les 11 sentiers officiels. 
En août 2025, un feu de forêt se déclare sur les pentes du volcan.